# Monumentos Naturales de México

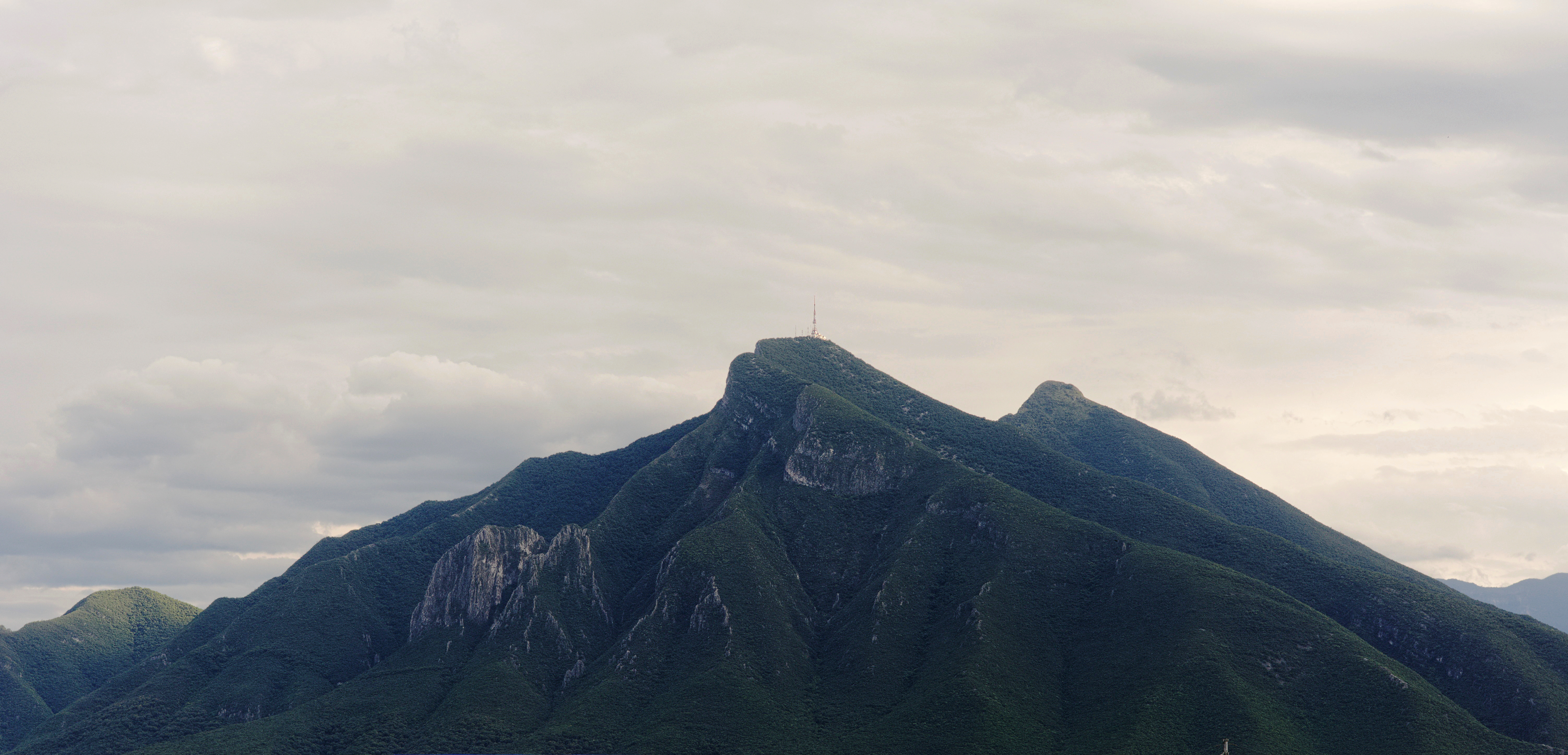
Cerro de la Silla, Nuevo León, México

Los monumentos naturales de México son un tipo de áreas naturales protegidas (ANP) en las que se encuentren uno o varios elementos naturales, los cuales, por su carácter único o excepcional, importancia paisajística, geológica, histórica, científica, estética o cultural, tienen un “régimen de protección absoluta”. En estas áreas únicamente se permite la realización de actividades en relación a la preservación, investigación, recreación o educación, siendo carentes de variedad de ecosistemas o de superficie requerida para su inclusión en otras categorías.

## Leyes y artículos relevantes
La Ley General del Equilibrio Ecológico y la Protección al Ambiente (LGEEPA) establece en su artículo 52:
Los monumentos naturales se establecerán en áreas que contengan uno o varios elementos naturales, consistentes en lugares u objetos naturales, que, por su carácter único o excepcional, interés estético, valor histórico o científico, se resuelva incorporar a un régimen de protección absoluta. Tales monumentos no tienen la variedad de ecosistemas ni la superficie necesaria para ser incluidos en otras categorías de manejo. En los monumentos naturales únicamente podrá permitirse la realización de actividades relacionadas con su preservación, investigación científica, recreación y educación.
La Ley General de Desarrollo Forestal Sustentable (LGDFS) establece en el artículo 25:
En términos de lo establecido en el primer párrafo del artículo anterior, la Comisión Nacional del Agua y la Comisión Federal de Electricidad también establecerán coordinación con la Secretaría y la Comisión, a fin de desarrollar acciones y presupuestos tendientes al manejo integral de las cuencas, así como para promover la reforestación de zonas geográficas con vocación natural que beneficien la recarga de cuencas y acuíferos, en la valoración de los bienes y servicios ambientales de los bosques y selvas en las cuencas hidrográficas y participar en la atención de desastres o emergencias naturales. 

Asimismo, la Comisión y la Comisión Nacional de Áreas Naturales Protegidas, se coordinarán para la atención de los programas afines en materia forestal dentro de las áreas naturales protegidas, de acuerdo con la política nacional en la materia

## Zonas monumento natural[1]
| Nombre:             | Ubicación:           | Fecha de declaración: | Especies de flora y fauna nativas: | Imagen:                                            |
| ------------------- | -------------------- | --------------------- | --- | -------------------------------------------------- |
| Bonampak            | Chiapas              | 21 de agosto de 1992. | Fauna como el jaguar, el tapir, el pecarí de labios blancos y el mono aullador, así como especies de flora como la caoba, el cedro rojo, la ceiba y el corcho negro.                                                                                 |                                                    |
| Cerro de La Silla   | Nuevo León           | 26 de abril de 1991   | Fauna como el murciélago hocicudo, el aguililla negra menor, el tecolotito chillo texano, la rana ladradora mexicana y la cascabel de las rocas y otros; así como especies de flora como la palma china, encino molino, encino duraznillo y monilla. |                                                    |
| Río Bravo del Norte | Chihuahua y Coahuila | 21 de octubre de 2009 | Faun como la musaraña de Sierra del Carmen, el venado bura, el castor americano, el oso negro, la lagartija cornuda texana; así como flora como el mezquite, el álamo, el sauce, la gobernadora y el borrachito.                                     | Foto tomada del lado estadounidense de la frontera |
| Yagul               | Oaxaca               | 24 de mayo de 1999.   | Fauna como el camaleón, la aguililla cola blanca, el halcón peregrino, el yaguarundí, el lince; así como flora como el agave Tobalá, la flor de mayo, la biznaga, el garambullo y la nuez de monte.                                                  |                                                    |
| Yaxchilán           | Chiapas              | 21 de agosto de 1992  | Fauna como el pájaro estaca gigante, el águila arpía, el águila elegante, el zopilote rey, el mono araña, el mono saraguato, así como una especie de palma llamada palmita.                                                                          |                                                    |

## Contexto histórico
El 26 de abril de 1991, se declaró el primer monumento natural de México de acuerdo a la Ley General de Equilibrio Ecológico y Protección del Medio Ambiente por parte del presidente Constitucional de los Estados Unidos Mexicanos Carlos Salinas de Gortari, de acuerdo al apartado I del artículo 89 de la Constitución Política Mexicana, el cual dicta que el presidente tiene la obligación de promulgar y ejecutar toda ley expedida por el Congreso de la Unión.
El 21 de agosto de 1992 se declararon dos áreas naturales protegidas en calidad de monumentos naturales, Bonampak y Yaxchilán, ambos en el estado de Chiapas.
El 24 de mayo de 1999 se declaró como área natural protegida en calidad de monumento natural la zona arqueológica Yagul en Oaxaca.
Finalmente, la incorporación más reciente al listado de monumentos naturales de México fue el Río Bravo del Norte, el 21 de octubre de 2009.

## Otras áreas naturales de México

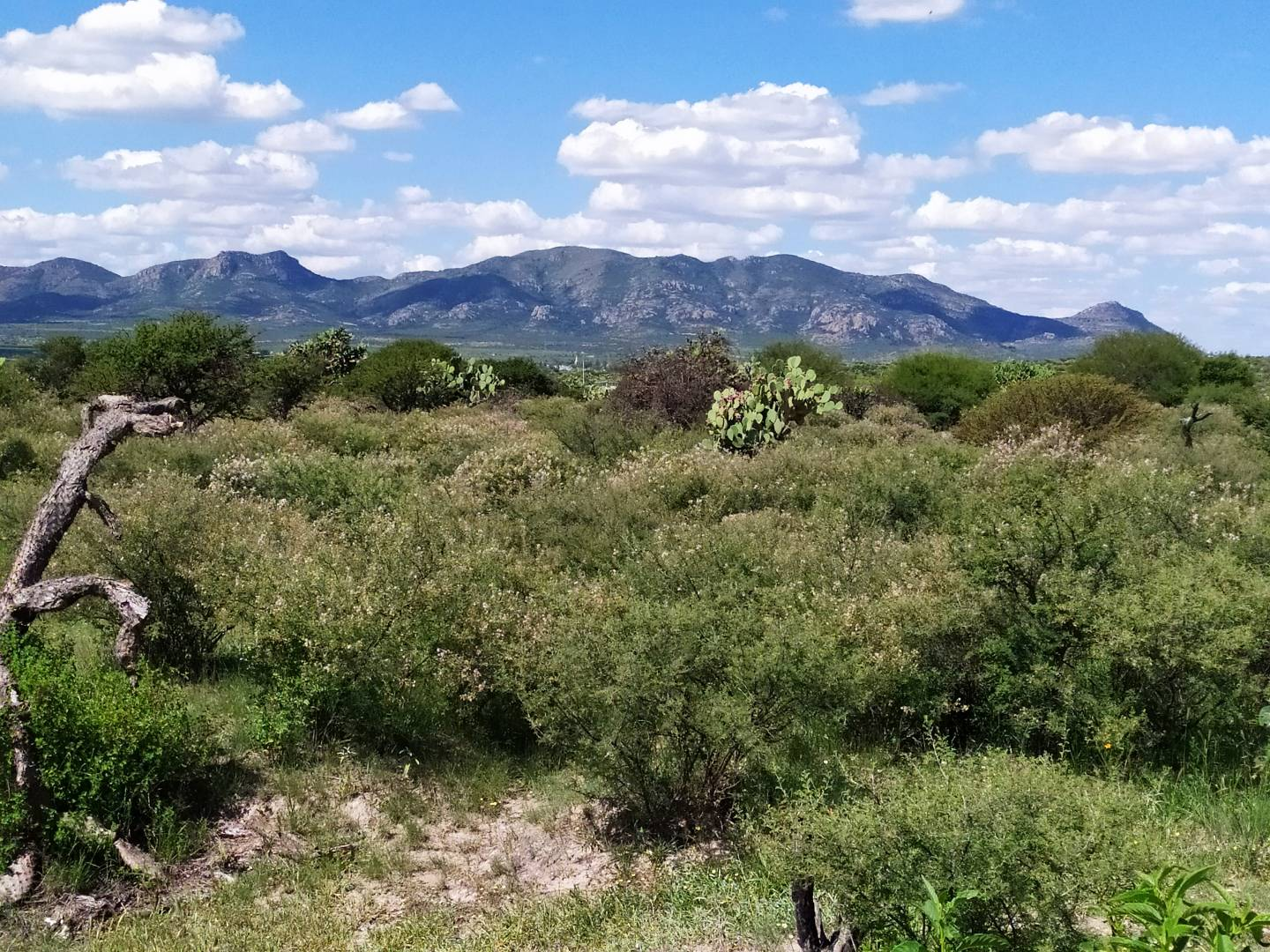
Cerro del Muerto, estado de Aguascalientes

### Aguascalientes
El estado de Aguascalientes reconoce en su declaración las siguientes áreas naturales protegidas (ANP):
- Monumento Natural Cerro del Muerto.

- Área Silvestre Estatal Sierra Fría.

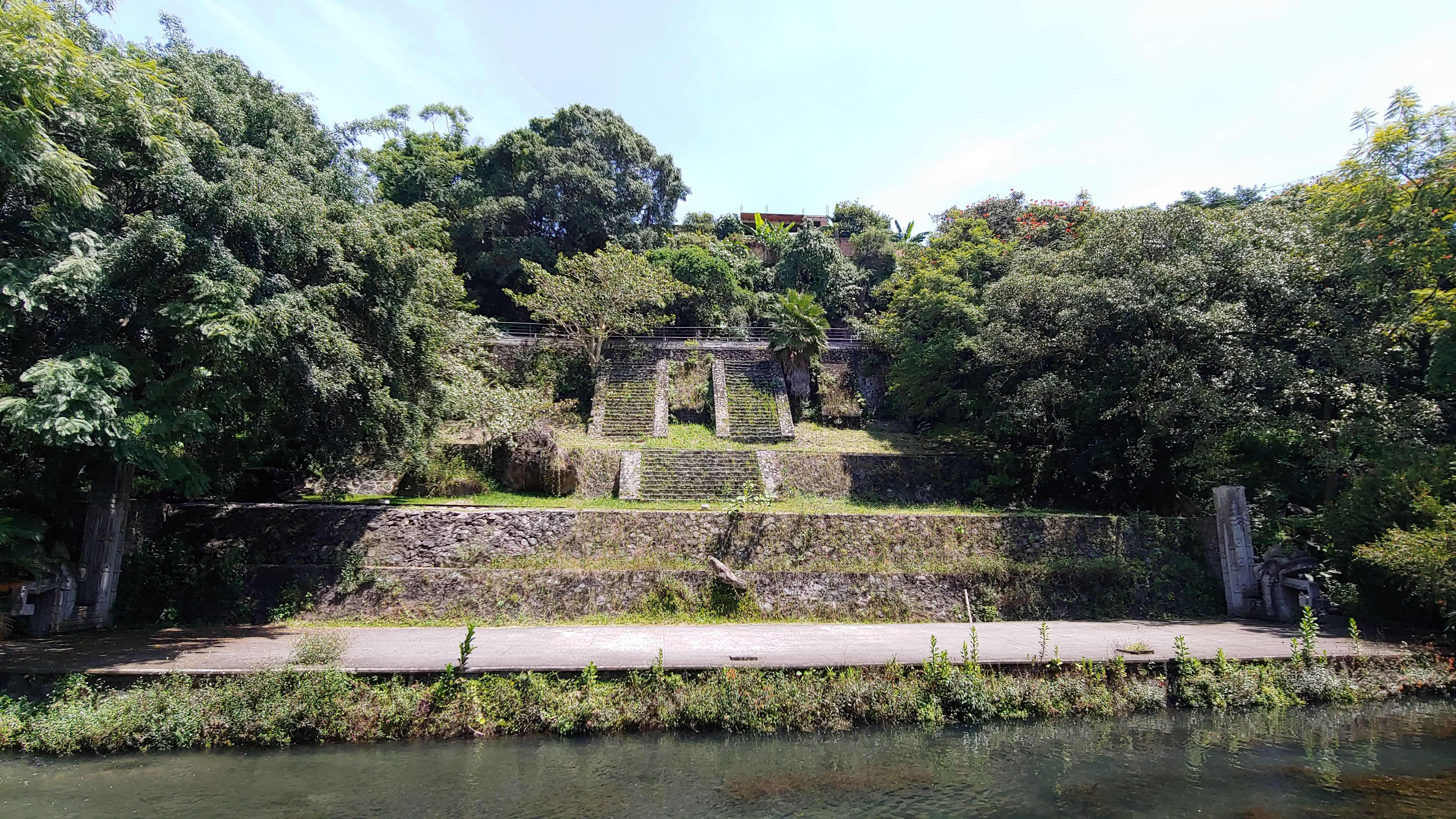
Pirámide artificial del Parque Estatal Urbano Barranca de Chapultepec, estado de Morelos

- El Tecolote.
- Sierra de Laurel.
- Bosque Cobos-Parga.

### Morelos
El estado de Morelos reconoce en su declaración las siguientes áreas naturales protegidas (ANP):
- Reserva Estatal Sierra Montenegro.
- Parque Estatal El Texcal.
- Parque Natural Las Estacas.
- Cerro de la Tortuga.
- Parque Estatal Río Cuautla.
- Parque Estatal Urbano Barranca de Chapultepec.

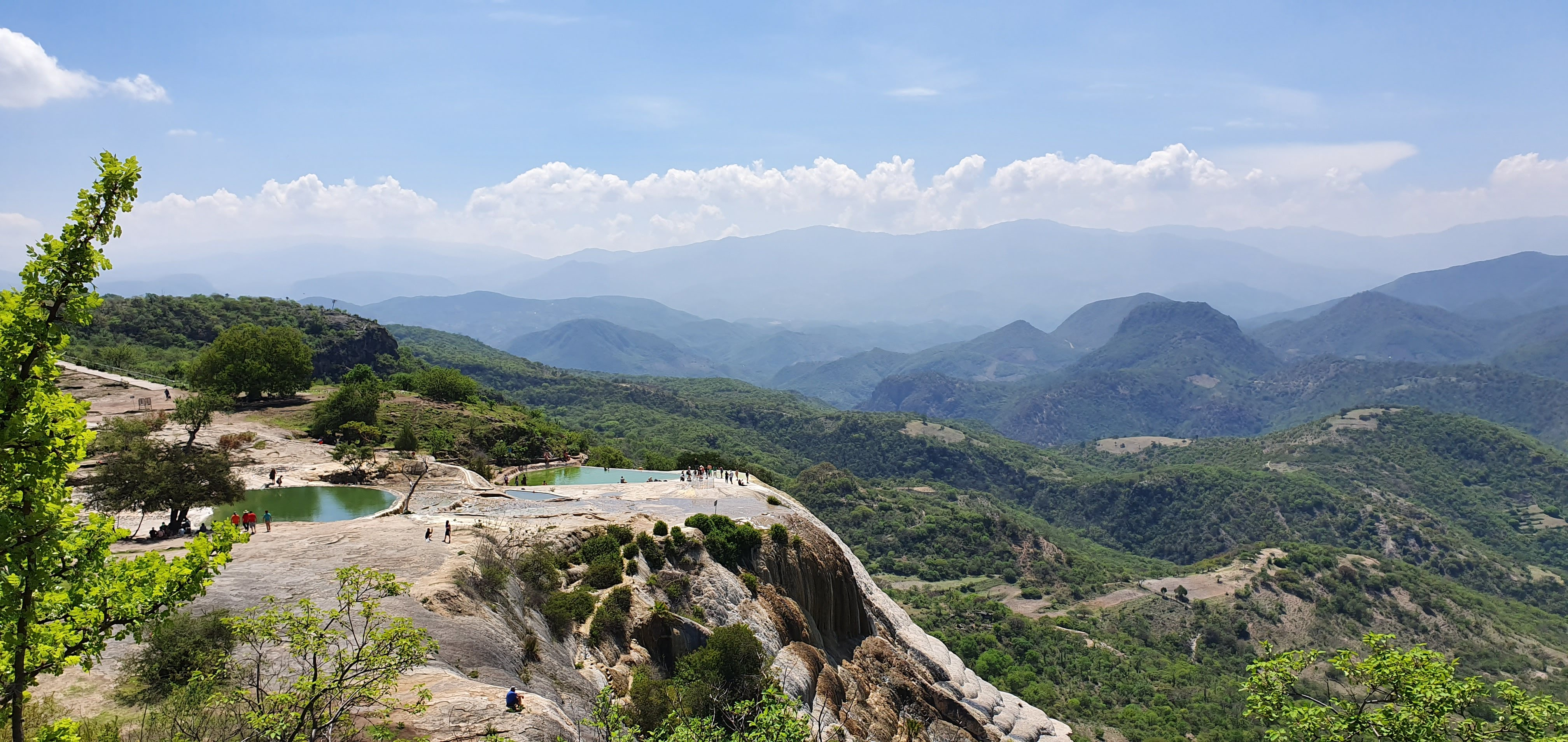
Parque Estatal Hierve el Agua, estado de Oaxaca

### Oaxaca
El estado de Oaxaca reconoce en su declaración las siguientes áreas naturales protegidas (ANP):
- Parque Estatal Cerro Ta-Mee.
- Parque Estatal de Hierve el Agua.
- Parque Estatal de Cerro del Fortín.
- Parque Ecológico Regional del Istmo.
- Reserva Ecológica Estatal La Sabana.
- Zona de Reserva Ecológica y Área Natural Protegida.